# Acaya (provincia romana)
Acaya (en latín, Achaia; en griego, Αχαΐα) fue una provincia del Imperio romano cuya extensión abarcaba la península del Peloponeso y otras zonas de la Grecia meridional, limitando por el norte con las provincias de Epiro y Macedonia. La región fue anexionada a la República romana en 146 a. C. después de una campaña en la cual la ciudad de Corinto fue arrasada por el general Lucio Mumio. En el año 31 a. C. fue separada de Macedonia y, tras las reformas de Diocleciano, pasó a formar parte de la diócesis de Macedonia.

## Historia

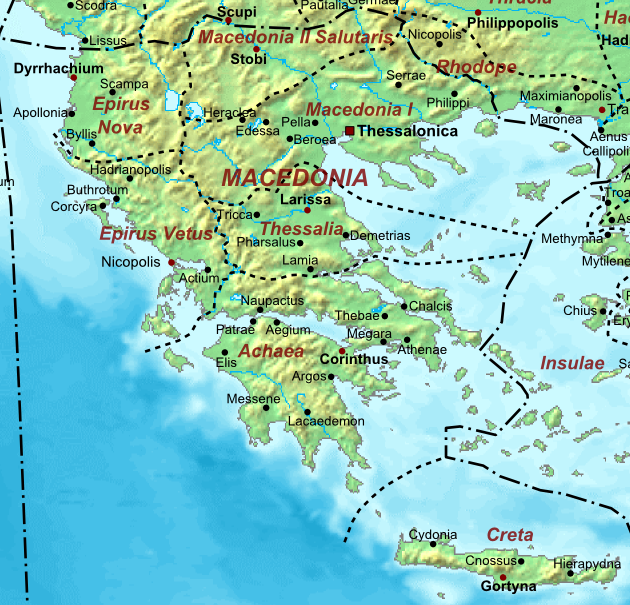
Situación de Acaya dentro de la diócesis de Macedonia

La región fue anexionada a la República romana en 146 a. C., después de una campaña en la que Corinto fue arrasada por el general Lucio Mumio, sus habitantes sacrificados o vendidos como esclavos y los templos saqueados para obtener esculturas. Lucio Mumio fue recompensado con el cognomen Acaico por sus acciones.
Durante sesenta años, Acaya fue administrada por Roma como provincia senatorial y algunas de sus ciudades, como Atenas y Esparta, incluso conservaron su régimen de autogobierno con sus propios territorios. En 88 a. C., Mitrídates VI, rey del Ponto, comenzó una campaña contra Roma y obtuvo el apoyo de muchas ciudades-estado griegas. Las legiones romanas, bajo el mando de Sila, forzaron a Mitrídates a salir de Grecia y aplastaron la rebelión, saqueando Atenas en 86 a. C. y Tebas al año siguiente. El castigo de Roma a las ciudades rebeldes fue elevado y las campañas en suelo griego dejaron el corazón de Grecia central en ruinas. El comercio de Acaya no fue ya rival para Roma, y Atenas permaneció como centro intelectual respetado.
Tras la derrota de Marco Antonio y Cleopatra en 31 a. C., el emperador Augusto separó Macedonia de Acaya, aunque continuó siendo provincia senatorial bajo la República. En el año 15, Tiberio, en respuesta a una solicitud de desgravación, hizo Acaya y Macedonia provincias imperiales. Ambas fueron devueltas al Senado durante la primera parte de las reformas hechas por Claudio, en el año 44. Con el tiempo, Grecia fue reconstruida lentamente, culminando durante el reinado de Adriano, a principios del siglo II. Junto con el erudito Herodes Ático, Adriano llevó a cabo un amplio programa de reconstrucción, embelleciendo Atenas y restaurando muchas de las ruinosas y deprimidas ciudades griegas.
Tras las reformas llevadas a cabo por Diocleciano, Acaya pasó a formar parte de la diócesis de Macedonia.

## Economía

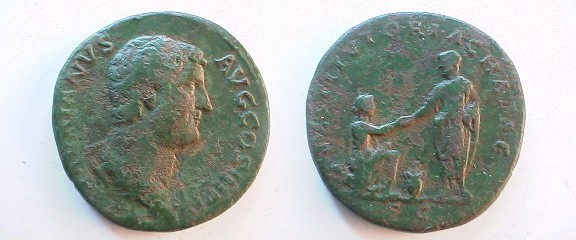
Adriano como restaurador de la provincia de Acaya. Sestercio,

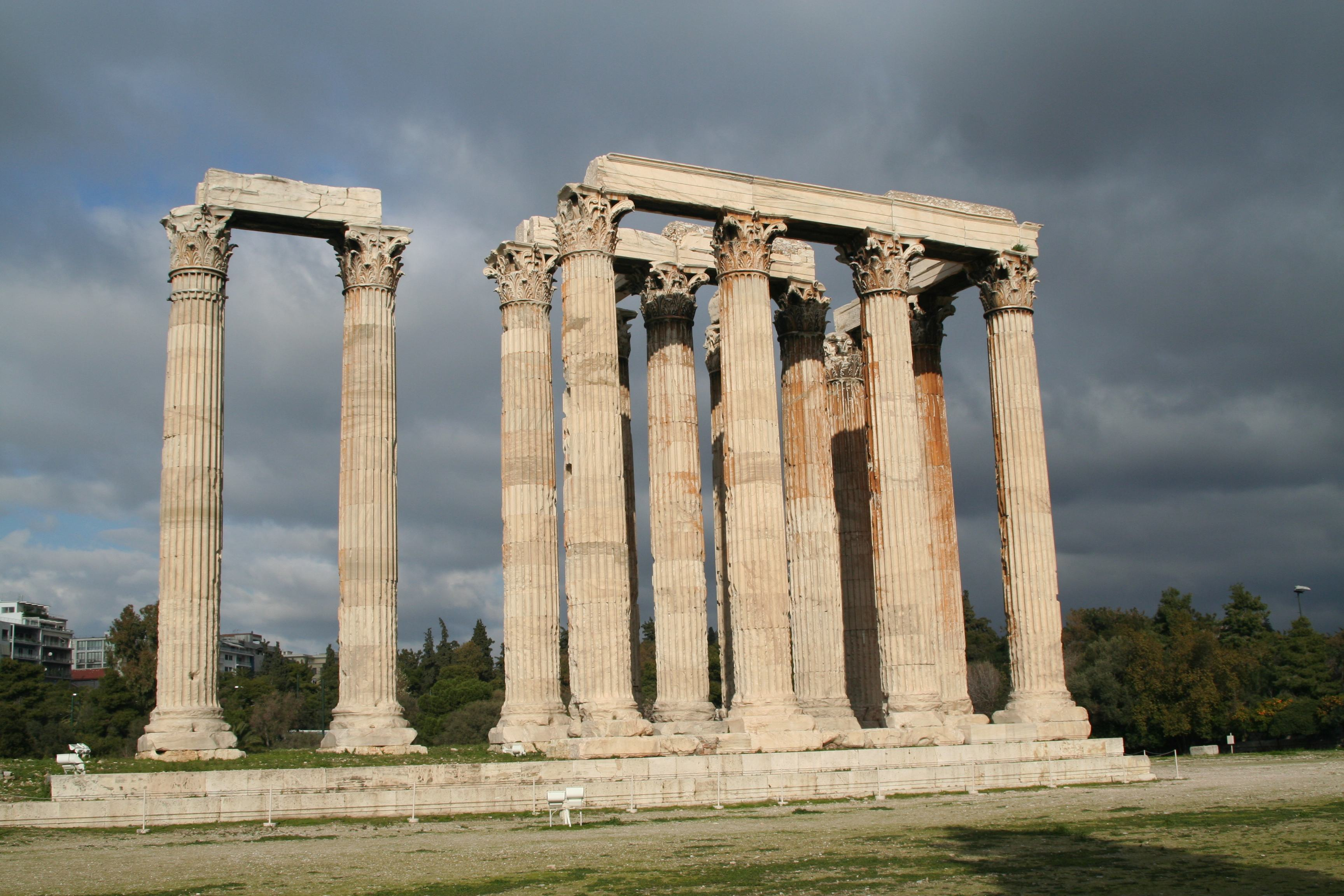
Adriano llevó a cabo un amplio programa de reconstrucción en las ciudades griegas. En la imagen, el templo de Zeus Olímpico de Atenas, acabado durante su reinado.

En Acaya se explotaron minas de cobre, plomo y hierro, aunque su producción no fue tan alta como la de otras minas situadas en provincias como Nórico, Britania o Hispania. El mármol de las canteras griegas fue una valiosa mercancía. Los esclavos griegos educados fueron muy demandados en Roma como médicos y maestros. Acaya también producía enseres de lujo como muebles, cerámica y cosméticos. Las aceitunas y el aceite de oliva eran exportados al resto del imperio.

## Tejido urbano
A pesar de ser una de las zonas más pobres y montañosas de la península balcánica, en Acaya todavía se mantenía el recuerdo de sus antiguas y prestigiosas ciudades. La rivalidad entre estas y los desastres ocasionados por las guerras civiles habían provocado en época republicana el empobrecimiento de las mismas. Distintos autores como Estrabón o Plutarco describen su decadencia y coinciden señalando como causa principal de ello el despoblamiento de la región.
Durante la época helenística, la urbanización del territorio había cambiado y sus ciudades ya no eran las mismas que en época clásica; unas se fusionaron, mientras que otras desaparecieron abandonadas o destruidas. A la llegada de los romanos, estos se preocuparon de la repoblación y la fundación de colonias. De éstas, sobresalieron la Colonia Laus Iulia Corinthus, capital de la provincia y fundada en 44 a. C., y Patras, colonia de veteranos fundada en 15 a. C. 
Otras ciudades de la provincia eran Dimé, Elatea, Egina, Tanagra, Tespies, Olimpia y Delfos.

## Lista de gobernadores romanos de Acaya

### SigloI
- Publio Memmio Régulo (entre 31 y 37)
- Lucio Junio Galio Annaeano (hacia 54)
- Cayo Calpurnio Pisón (a finales del siglo I)
- Aegeates (c. 70)
- Tito Avidio Quieto (91-92)[6]
- Cayo Avidio Nigrino (c. 90)
- Armenio Broccho (c. 90)
- Lucio Munacio Galo (c. 90)
- Marco Metio Rufo (c. 90)
- Lucio Herennio Saturnino (98-99)
- Lucio Julio Marino Cecilio Simple (99-100)

### SigloII
- Cayo Caristanio Juliano (100-101)
- Cayo Minicio Fundano (antes de 107)
- Casio Longino (antes de 109)
- Cayo Avidio Nigrino (entre 105 y 110)
- Tito Calestrio Tiro Orbio Esperato (111-112)
- Cassius Maximus (116-117)
- Calpurnio Longo (entre 95 y 138)
- Cayo Valerio Severo (117-118)
- Clodio Graniano (118-119)
- T. Prifernius Paetus Rosianus Geminus (122-123)
- Lucio Antonio Albo (127-128)
- Cayo Julio Severo (133-134)
- Cayo Julio Escápula (135-136)
- Julio Cándido (136-137)
- Quinto Licinio Modestino (144-145)[7]
- Sexto Quintilio Condiano (entre 170 and 175)
- Sexto Quintilio Valerio Máximo (entre 170 and 175)
- Lucio Albino Saturnino (entre 175 and 182)
- Cayo Sabucio Mayor Ceciliano (184-185)[8]
- Lucio Calpurnio Próculo (184-185)
- Cayo Cesonio Macer Rufiniano (c. 192)
- Pupieno Máximo (finales del siglo II)[cita requerida]
- Cayo Asinio Cuadrato Prótimo (entre 192 y 211)
- (¿Marco?) Claudio Demetrio (entre 193 y 198)
- Marco Emilio Saturnino (ente 192 y 211)
- Marco Aurelio Amaranto  (entre 193 y 211)
- Lucio Julio Juliano (entre 198 y 211)
- Aurelio Próculo (finales del siglo II)

### SigloIII
- Quinto Flavio Balbo (entre 200 y 213)
- Lucio Lucio Priscilliano (entre 211 y 217)
- Cneo Claudio Leóntico (primer cuarto del siglo III)
- Rutilio Pudente Crispino (234-237)
- Marco Ulpio (finales del siglo II o comienzos del siglo III)
- [Ge]minio Modesto (entre 222 y 235)
- [...]us Paulino (bajo la dinastía Severa)
- Valente Tesalónico (250s, bajo Galieno)

### SigloIV
- Aurelio Valerio Tuliano Symmaco (c. 319)
- Estrategio Musoniano (353)
- Flavio Hermógenes (350s)
- Vetio Agorio Pretextato (c. 364)